# Cantonul Bretteville-sur-Laize
Cantonul Bretteville-sur-Laize este un canton din arondismentul Caen, departamentul Calvados, regiunea Basse-Normandie, Franța.

## Comune
| Comune                   | Populație (1999) | Cod poștal | Cod INSEE |
| ------------------------ | ---------------- | ---------- | --------- |
| Barbery                  | ...              | 14220      | 14039     |
| Boulon                   | ...              | 14220      | 14090     |
| Bretteville-le-Rabet     | ...              | 14190      | 14097     |
| Bretteville-sur-Laize    | ...              | 14680      | 14100     |
| Le Bû-sur-Rouvres        | ...              | 14190      | 14116     |
| Cauvicourt               | ...              | 14190      | 14145     |
| Cintheaux                | ...              | 14680      | 14160     |
| Condé-sur-Ifs            | ...              | 14270      | 14173     |
| Estrées-la-Campagne      | ...              | 14190      | 14252     |
| Fierville-Bray           | ...              | 14190      | 14268     |
| Fontaine-le-Pin          | ...              | 14190      | 14276     |
| Fresney-le-Puceux        | ...              | 14680      | 14290     |
| Fresney-le-Vieux         | ...              | 14220      | 14291     |
| Gouvix                   | ...              | 14680      | 14309     |
| Grainville-Langannerie   | ...              | 14190      | 14310     |
| Grimbosq                 | ...              | 14220      | 14320     |
| Magny-la-Campagne        | ...              | 14270      | 14386     |
| Maizières                | ...              | 14190      | 14394     |
| Moulines                 | ...              | 14220      | 14455     |
| Les Moutiers-en-Cinglais | ...              | 14220      | 14458     |
| Mutrécy                  | ...              | 14220      | 14461     |
| Ouilly-le-Tesson         | ...              | 14190      | 14486     |
| Rouvres                  | ...              | 14190      | 14546     |
| Saint-Germain-le-Vasson  | ...              | 14190      | 14589     |
| Saint-Laurent-de-Condel  | ...              | 14220      | 14603     |
| Saint-Sylvain            | ...              | 14190      | 14659     |
| Soignolles               | ...              | 14190      | 14674     |
| Urville                  | ...              | 14190      | 14719     |
| Vieux-Fumé               | ...              | 14270      | 14749     |